# ایزتاچیهاتل
ایزتاچیهاتل (به اسپانیایی: Iztaccíhuatl) یک آتشفشان چینه‌ای در مکزیک است که در ایالت مخیکو واقع شده‌است. ایزتاچیهاتل ۵٬۲۳۰ متر بالاتر از سطح دریا واقع شده‌است.